# Cúp quốc gia Wales 1949–50
Cúp quốc gia Wales FAW 1949–50 là mùa giải thứ 63 của giải đấu bóng đá loại trực tiếp hàng năm dành cho các đội bóng ở Wales.

## Từ viết tắt
Tên giải đấu nằm sau tên các câu lạc bộ.
- CCL - Cheshire County League
- FL D3N - Football League Third Division North
- FL D3S - Football League Third Division South
- SFL - Southern Football League

## Vòng Năm
Vòng này có sự tham gia của 7 đội thắng ở vòng Bốn và 11 đội bóng mới. Caernarvon Town đi thẳng vào vòng Sáu.
| Số thứ tự trận | Đội nhà               | Tỉ số | Đội khách             |
| -------------- | --------------------- | ----- | --------------------- |
| 1              | South Liverpool (CCL) | 0–0   | Chester (FL D3N)      |
| đá lại         | Chester (FL D3N)      | 2–2   | South Liverpool (CCL) |
| đá lại         | South Liverpool (CCL) | 0–2   | Chester (FL D3N)      |

## Vòng Sáu
Vòng này có sự tham gia của một đội thắng ở vòng Năm và Caernarvon Town. Có 7 đội khác đi thẳng vào vòng tiếp theo. Bảy.

## Vòng Bảy
Vòng này có sự tham gia của một đội thắng ở vòng Sáu cộng với 7 đội được miễn đấu ở vòng trước.
| Số thứ tự trận | Đội nhà          | Tỉ số | Đội khách        |
| -------------- | ---------------- | ----- | ---------------- |
| 1              | Chester (FL D3N) | 3–2   | Barry Town (SFL) |

## Bán kết
Swansea Town và Mertyr Tydfil thi đấu tại Cardiff.
| Số thứ tự trận | Đội nhà               | Tỉ số | Đội khách            |
| -------------- | --------------------- | ----- | -------------------- |
| 1              | Swansea Town (FL D3S) | 5–1   | Merthyr Tydfil (SFL) |
| 2              | Wrexham (FL D3N)      | 0–0   | Chester (FL D3N)     |
| đá lại         | Chester (FL D3N)      | 1–5   | Wrexham (FL D3N)     |

## Chung kết
Trận Chung kết diễn ra tại Cardiff.
| Số thứ tự trận | Đội nhà              | Tỉ số | Đội khách        |
| -------------- | -------------------- | ----- | ---------------- |
| 1              | Swansea Town (FL D2) | 4–1   | Wrexham (FL D3N) |